# هدسون تايلور (صحفي)
هدسون تايلور (بالإنجليزية: Hudson Taylor)‏ هو صحفي أمريكي، ولد في 13 يناير 1987.